# Bürgerschaftswahl in Bremen 1959
- SPD: 61
- FDP: 7
- CDU: 16
- DP: 16

Die Bürgerschaftswahl in Bremen 1959 war die fünfte Wahl zur Bürgerschaft in der Freien Hansestadt Bremen. Sie fand am 11. Oktober 1959 statt.

## Ergebnis
Die Wahlbeteiligung lag bei 79,2 Prozent. Die SPD gewann deutlich hinzu und erzielte die absolute Mehrheit der Stimmen. Die CDU schied aus der Regierungskoalition aus, SPD und FDP regierten im Senat Kaisen VI weiter.
| Partei | Stimmen | Prozent | Sitze (Veränderung) |
| ------ | ------- | ------- | ------------------- |
| SPD    | 210.808 | 54.9    | 61 (+9)             |
| CDU    | 56.849  | 14,8    | 16 (−2)             |
| DP     | 55.647  | 14,5    | 16 (−2)             |
| FDP    | 27.450  | 7,2     | 7 (−1)              |
| DRP    | 14.689  | 3,8     | -                   |
| WgaA   | 10.153  | 2,6     | -                   |
| GB/BHE | 7.238   | 1,9     | -                   |
| BdD    | 1.337   | 0,4     | -                   |